# Pozaprodukcyjne funkcje lasu
Pozaprodukcyjne funkcje lasu - naturalne funkcje lasu związane z jego stabilizującym oddziaływaniem na środowisko przyrodnicze, czyli wpływ na obieg wody, opady, wiatry, temperaturę, mikroklimat, erozję gleb, także oddziaływanie na jakość naszego życia (jakość powietrza, czystość wód powierzchniowych, wypoczynek, turystykę, wartości estetyczne, krajobrazowe, kulturalne).
Okres od XIX wieku charakteryzuje się szczególnie dynamicznymi przemianami społecznymi, ekonomicznymi i politycznymi, a zwłaszcza szybkim wzrostem populacji ludzkiej, głównie w miastach. Wszystkie te przemiany wywierają także znaczny wpływ na kształtowanie się i znaczenie podstawowych funkcji lasu i gospodarki leśnej. Oprócz dostarczania surowca drzewnego i innych użytków leśnych, las w coraz większym stopniu pełni funkcje, które określane są jako pozaprodukcyjne. 
Las jako długowieczna sukcesja roślinna ma dużo większe znaczenie w kształtowaniu i regulowaniu warunków środowiska przyrodniczego niż jakiekolwiek inne zbiorowiska roślinne np. uprawy rolnicze, plantacje drzew. Pozytywny wpływ lasu na to środowisko przejawia się przede wszystkim w kształtowaniu i ochronie gleb i powietrza.
Wpływ lasu na ochronę i kształtowanie gleb przejawia się w:
- glebotwórczej i glebochronnej roli lasu,
- przeciwdziałaniu erozji gleb zwłaszcza na terenach górskich,
- przywracaniu zdolności biologicznej glebom zdegradowanym.

Wpływ lasu na powietrze (warunki atmosferyczne) przejawia się poprzez:
- łagodzenie warunków klimatycznych,
- zmniejszanie ujemnego oddziaływania pyłów i gazów poprzemysłowych oraz spalin samochodowych,
- wygłuszanie hałasu,
- łagodzenie ujemnego wpływu promieniowania słonecznego.

Poza tymi funkcjami, wymienić należy jeszcze pozytywny wpływ lasu na rozwój kultury, ale też zdrowie fizyczne oraz psychiczne człowieka.